# Folio Society

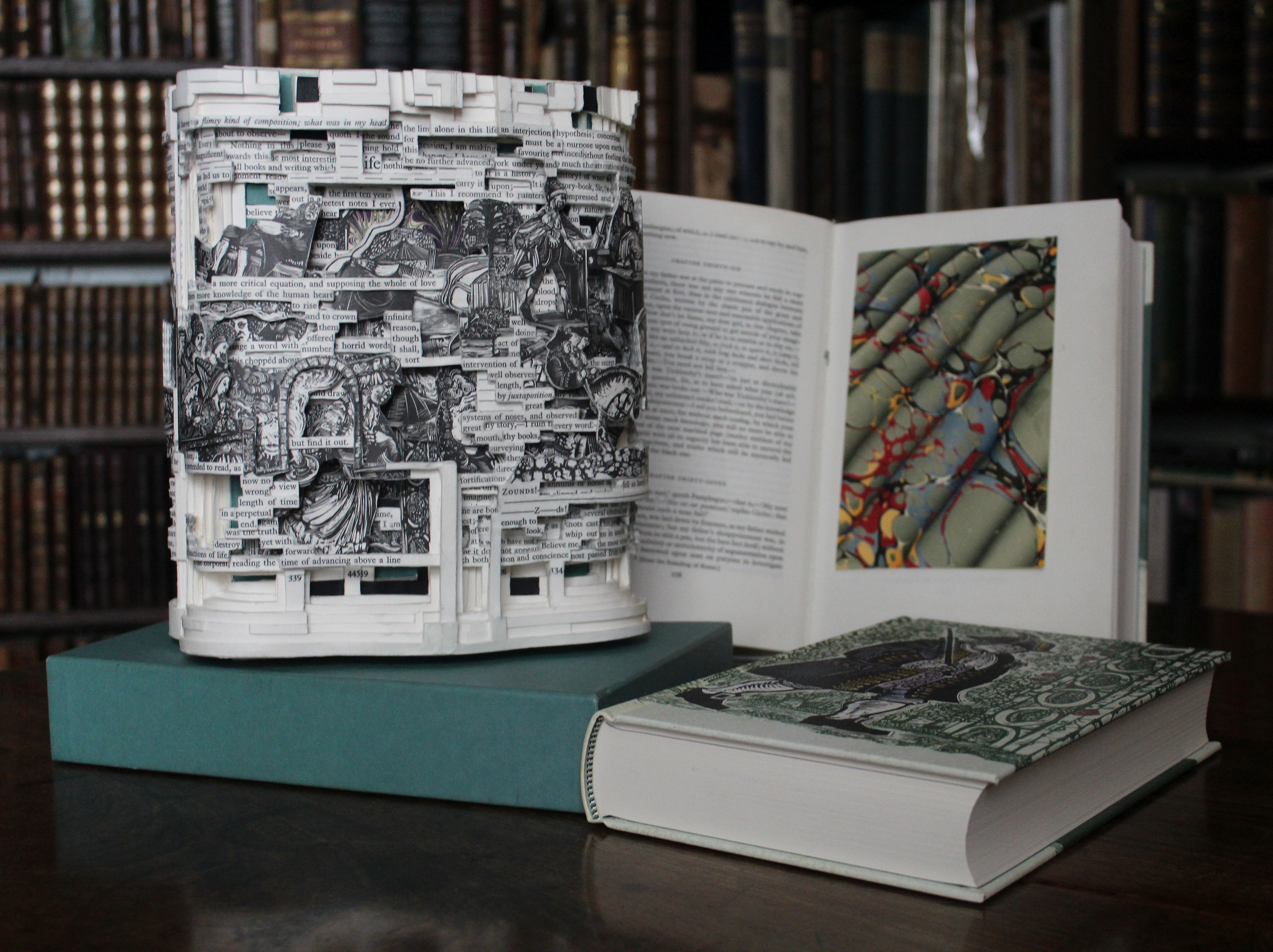
Folio Societys utgåva av The Life and Opinions of Tristram Shandy, Gentleman, tillsammans med konst av bokens illustratör Brian Dettmer

The Folio Society är ett bokförlag i London, Storbritannien, som publicerar illustrerade utgåvor av klassisk skön- och facklitteratur. Förlaget grundades 1947 av Charles Ede. Böckerna är genomgående inbundna, ofta i band av hög kvalitet, och levereras nästan utan undantag i en karaktäristisk skyddskassett. Förlagets utgivning täcker de flesta genrer, från historia och filosofi till fantasy och science fiction.
Fram till 2011 opererade förlaget som en bokklubb, med ett köptvång om fyra böcker per år. Sedan dess är förlagets böcker tillgängliga även för utomstående, men affärsmodellen bygger fortfarande till stor del på olika typer av förmåner och rabatter som medlemskapet för med sig.
The Folio Society publicerar ungefär 60 titlar per år, varav något tiotal är särskilda begränsade utgåvor. Bland de mest extravaganta exemplen på de sistnämnda finns bland annat en utgåva av William Shakespeares pjäser, sonetter och poem i 39 band. Böckerna utgavs mellan 2007 och 2011, trycktes med traditionella rörliga typer, och varje enskild volym kostar närmare 300 brittiska pund.